# Sông Hồng Thủy

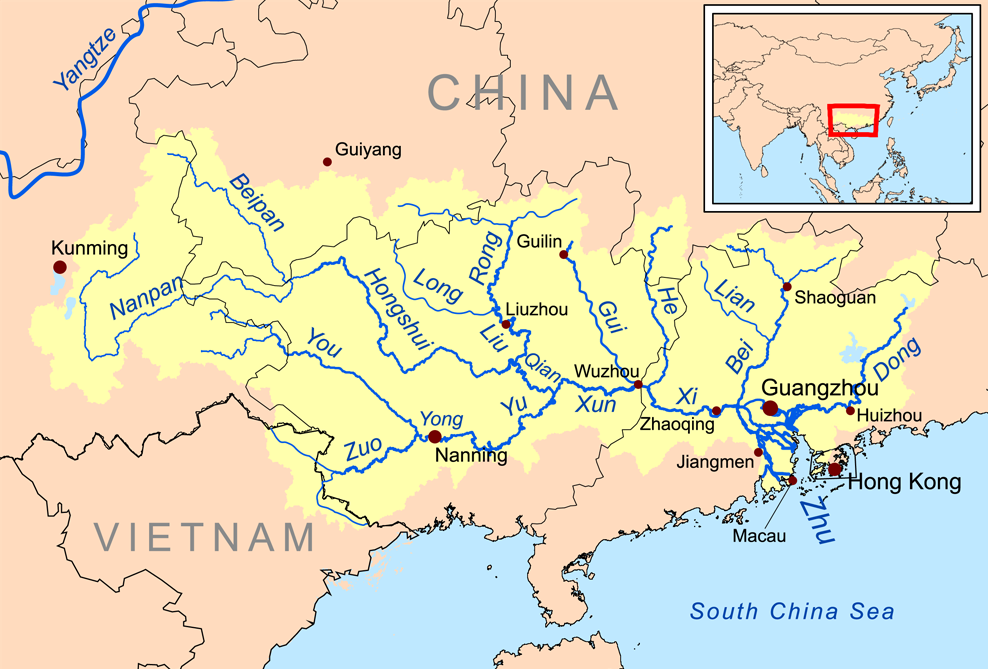
Hệ thống sông Châu Giang. Sông Hồng Thủy tại đây viết là Hongshui.

Sông Hồng Thủy hay Hồng Thủy hà (tiếng Trung: 红水河) là một đoạn sông ở phía thượng nguồn sông Tây Giang, chảy qua phía tây bắc Khu tự trị dân tộc Choang Quảng Tây. Nó được tạo thành từ sự hợp lưu của hai con sông chính là sông Nam Bàn và sông Bắc Bàn tại khu vực thuộc huyện Vọng Mô, tỉnh Quý Châu. Tại hạ lưu nó hợp lưu với Liễu giang để tạo ra Kiềm giang. Do dòng chảy của nó đi qua vùng đất đá có màu đỏ nên nước sông có màu đỏ, vì thế mà có tên gọi Hồng Thủy hà. Độ dài của đoạn sông này là 638 km, diện tích lưu vực đạt 33.200 km² (không bao gồm diện tích lưu vực của sông Nam Bàn và sông Bắc Bàn), lưu lượng bình quân năm đạt 696x109 m³ hay 2.207 m³/s, tổng độ cao hạ thấp xuống đạt 756,5 m. Lượng mưa trung bình năm trong lưu vực đạt 1.200 mm. Sông Hồng Thủy nhiều thác ghềnh, hẻm núi sâu, nước chảy xiết nên không thích hợp cho giao thông thủy. Tuy nhiên, do lưu lượng thoát nước lớn và sự tập trung cao của các đoạn hạ thấp nhanh nên nó thích hợp cho việc khai thác thủy năng. Tính tới năm 2009, trên sông này có tới 10 đập ngăn nước để phát điện với đập Long Than (龙滩大坝) là đập bê tông cao nhất thế giới với chiều cao 216,5 m, phục vụ cho nhà máy thủy điện Long Than (dự kiến hoàn công tháng 12 năm 2009), lớn thứ 3 tại Trung Quốc cho tới năm 2009.

## Hệ thống sông Tây Giang
| Hệ thống sông Tây Giang | Hệ thống sông Tây Giang | Hệ thống sông Tây Giang | Hệ thống sông Tây Giang | Hệ thống sông Tây Giang |
| ----------------------- | ----------------------- | ----------------------- | ----------------------- | ----------------------- |
|                         |                         |                         | Hạ Giang (贺江)         | Tây Giang (西江)        |
|                         |                         | Li Giang (漓江)         | Quế Giang (桂江)        | Tây Giang (西江)        |
| sông Bắc Bàn (北盘江)   | sông Hồng Thủy (红水河) | Kiềm Giang (黔江)       | Tầm Giang (浔江)        | Tây Giang (西江)        |
| sông Nam Bàn (南盘江)   | sông Hồng Thủy (红水河) | Kiềm Giang (黔江)       | Tầm Giang (浔江)        | Tây Giang (西江)        |
| Dung Giang (融江)       | Liễu Giang (柳江)       | Kiềm Giang (黔江)       | Tầm Giang (浔江)        | Tây Giang (西江)        |
| Long Giang (龙江)       | Liễu Giang (柳江)       | Kiềm Giang (黔江)       | Tầm Giang (浔江)        | Tây Giang (西江)        |
| Hữu Giang (右江)        | Ung Giang (邕江)        | Úc Giang (郁江)         | Tầm Giang (浔江)        | Tây Giang (西江)        |
| Tả Giang (左江)         | Ung Giang (邕江)        | Úc Giang (郁江)         | Tầm Giang (浔江)        | Tây Giang (西江)        |